# بوبي فالنتينو
بوبي فالنتينو (بالإنجليزية: Bobby Valentino)‏ هو عازف كمان ومغن مؤلف بريطاني، ولد في 22 يونيو 1954 في اتشثام ‏ في المملكة المتحدة.

## وصلات خارجية
- الموقع الرسمي
- بوبي فالنتينو على موقع ميوزك برينز (الإنجليزية)
- بوبي فالنتينو على موقع ديسكوغز (الإنجليزية)